# Kaugatoma
Koordinaten: 58° 8′ N, 22° 12′ O

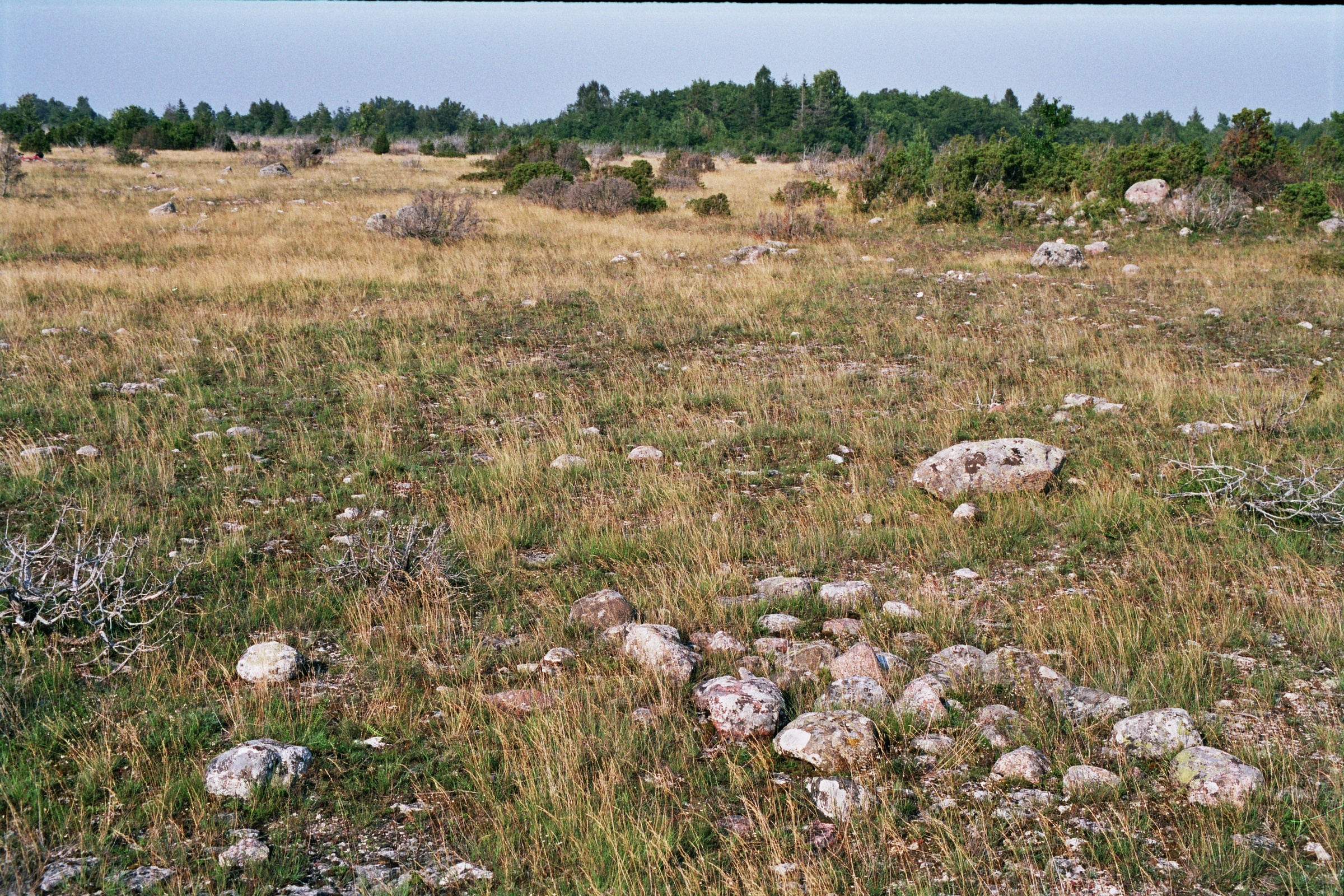
Steinsetzungen bei Kaugatoma

Kaugatoma (deutsch Kaugatuma) ist ein Dorf (estnisch küla) auf der größten estnischen Insel Saaremaa. Es gehört zur Landgemeinde Saaremaa (bis 2017: Landgemeinde Salme) im Kreis Saare. 2017 wurde Mõisaküla ein Teil von Kaugatoma.

## Beschreibung
Das Dorf hat elf Einwohner, davon fünf in Mõisaküla (Stand 31. Dezember 2011). Es liegt an der Westküste der Halbinsel Sõrve, 22 Kilometer südwestlich der Inselhauptstadt Kuressaare.
Südlich des Dorfkerns bietet das 1125 Meter lange Steilufer (Kaugatuma pank) einen weiten Blick über die Bucht Ariste auf die Inseln Kriimi laid im Nordwesten und Ooslamaa im Südwesten. An das Steilufer schließt sich ein fast 500 Hektar großes Landschaftsschutzgebiet (Kaugatoma-Lõo maastikukaitseala) an.